# Dominik Biemann
Dominik Biemann, o anche Bimann (Neuwald, 1º aprile 1800 – Eger, 29 settembre 1858), è stato un incisore tedesco.
Fu uno dei migliori intagliatori di vetro vissuti nel XVIII secolo. Ha continuato la tradizione familiare della lavorazione del vetro imparando la tecnica e l'arte dal grande Franz Pohl.

## Biografia
Dopo aver frequentato la scuola d'arte studiò a Praga, anatomia dal 1826 al 1829 presso l'accademia delle belle arti. Ciò spiega la sua predilezione per i busti e le figure umane il più possibile espressive. Successivamente iniziò la sua attività proprio a Praga.
Mentre lavorava alla creazione di semplici bicchieri di cristallo e tazze, cominciò a poco a poco a ricevere da richiesta di lavori complessi, come ad esempio un ritratto di Goethe, suo amico e di Caspar Graf von Sternberg, membro dell'alta nobiltà Boema.
Mentre l'economia dell'epoca era in crescita, Bimann si trasferì nei mesi estivi del 1829 a Franzensbad, ove avevano sede alcune delle prestigiose manifatture boeme del vetro. Qui lavorò per i clienti aristocratici delle terme e per la monarchia realizzando prevalentemente ritratti su vetro.
Si spostò in seguito a Vienna e a Berlino per conoscere gli ultimi sviluppi e le tendenze artistiche. Bimann fu un vero artista dell'epoca  Biedermeier. Infatti era profondamente radicato negli usi, costumi e gusti della sua epoca. Quando nel 1855 la moda cominciò a cambiare e le sue fortune d'artista, insieme al mondo completamente diverso nel quale aveva vissuto, svanirono a causa del diffondersi della rivoluzione industriale. Probabilmente, colto dalla disperazione, tentò il suicidio e tre anni dopo morì.